# Équipe de la Barbade des moins de 17 ans de football
Maillots
L'équipe de la Barbade des moins de 17 ans est une sélection de joueurs de moins de 17 ans au début des deux années de compétition placée sous la responsabilité de la Fédération de la Barbade de football.

## Sélection
Les joueurs suivants disputeront le Championnat d'Amérique du Nord, centrale et Caraïbe de football des moins de 17 ans 2019.
Les internationaux A sont indiqués en gras.
Gardiens
- Shaquan Phillips
- Brandon Sumpter

Défenseurs
- Lemar Catlyn
- Andre Applewhaite
- Shaquanie Phillips

Milieux
- Ethan Bryan
- Jahmali Hutson
- Asher Jn Pierre
- Roshon Gittens
- Devonte Richards
- Nathan Skeete
- Jaylan Gilkes
- Hashim Brewster
- Axel Funk

Attaquants
- Tajio James
- Abiola Grant
- Thierry Gale (en)
- Jamol Williams

## Parcours en Championnat d'Amérique du Nord, centrale et Caraïbe de football des moins de 17 ans
- 1983 : Non qualifiée
- 1985 : Non qualifiée
- 1987 : Non qualifiée
- 1988 : Non qualifiée
- 1991 : Non qualifiée
- 1992 : Non qualifiée
- 1994 : Non qualifiée
- 1997 : Non qualifiée
- 1999 : Non qualifiée
- 2001 : Non qualifiée
- 2003 : Non qualifiée
- 2005 : Non qualifiée
- 2007 : Non qualifiée
- 2009 : Non qualifiée
- 2011 : 1er tour
- 2013 : 1er tour
- 2015 : Non qualifiée
- 2017 : Non qualifiée
- 2019 : 1er tour
- 2023 : 1er tour

## Parcours en Coupe du monde des moins de 17 ans
| - 1985 : Non qualifiée - 1987 : Non qualifiée - 1989 : Non qualifiée - 1991 : Non qualifiée - 1993 : Non qualifiée - 1995 : Non qualifiée - 1997 : Non qualifiée - 1999 : Non qualifiée - 2001 : Non qualifiée - 2003 : Non qualifiée |  | - 2005 : Non qualifiée - 2007 : Non qualifiée - 2009 : Non qualifiée - 2011 : Non qualifiée - 2013 : Non qualifiée - 2015 : Non qualifiée - 2017 : Non qualifiée - 2019 : Non qualifiée - 2023 : Non qualifiée |